# Fall River (Colorado)
Pour les articles homonymes, voir Fall River.
La Fall River est un cours d'eau américain qui s'écoule dans le comté de Larimer, dans le Colorado. Elle prend naissance dans le parc national de Rocky Mountain et se jette dans la Big Thompson dans le centre-ville d'Estes Park.